# Zavattarello
Zavattarello – miejscowość i gmina we Włoszech, w regionie Lombardia, w prowincji Pawia.
Według danych na rok 2004 gminę zamieszkiwało 1169 osób, 41,8 os./km².